# Flavio Mitridate
Flavio Mitridate, nato Shemuel ben Nissim Abul-Farag (Flavius Guillelmus Ramundus Mithridates), o anche più semplicemente Guglielmo di Sicilia (Guilelmus Siculus) (Caltabellotta, 1445 circa – 1489 circa), è stato un umanista italiano, ebreo siciliano, vissuto nel XV secolo, traduttore dall'ebraico, dall’arabo al latino di una vasta biblioteca di opere cabalistiche.

## Biografia

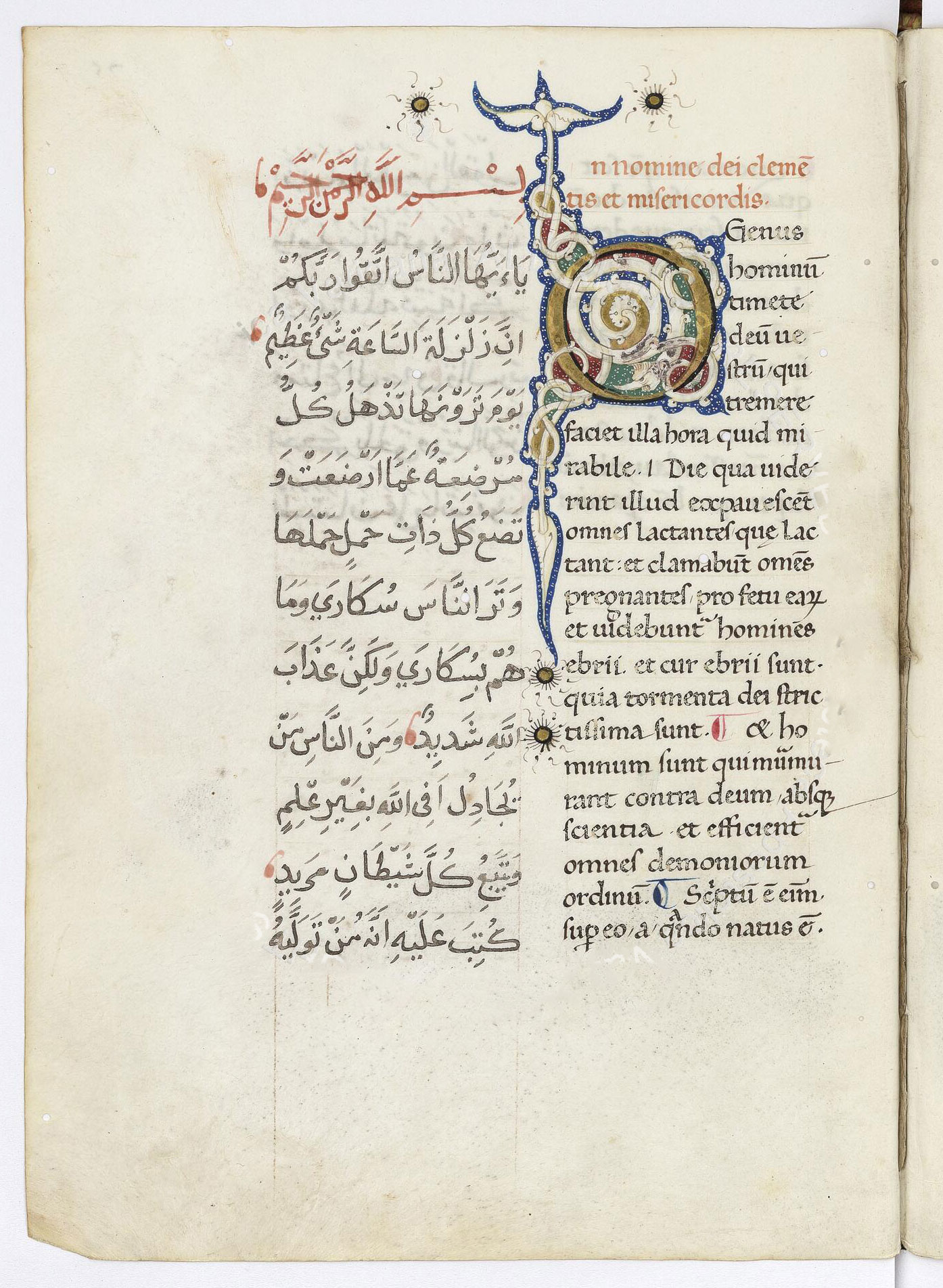
Compendio arabo-latino di Flavio Mitridate para Federico da Montefeltro, BAV, ms. Urb. Lat. 1384

Quella di Guglielmo di Sicilia, com'è presentato per l'anno 1481 nel Diario romano del Volterrano, è una figura assai singolare. Figlio del rabbino di origini arabe-spagnole Nissim ben Šabbetai Abū-l Farağ di Girgenti, nasce in Sicilia, a Caltabellotta, intorno alla metà del XV secolo con il nome di Shemuel ben Nissim Abul-Farag. Al momento della conversione (intorno al 1470) dall'ebraismo al cristianesimo assunse il cognome del suo padrino di battesimo - Giovanni Tommaso Moncada, conte di Adernò - divenendo per tutti Guglielmo Raimondo Moncada (latinamente Willelmus Ramundus Monchates). Tuttavia è noto soprattutto con un terzo nome, lo pseudonimo letterario con cui firmò le sue opere: Flavio Mitridate (lat. Flavius Mithridates), nome di numerosi sovrani di stirpe iranica.

Nell'agosto del 1470 Moncada è ancora studente a Messina, poi nel 1473 frequenta l'università di Napoli.
Dal 1477 è a Roma, sotto la protezione del vescovo di Molfetta, Giovanni Battista Cybo, per prendere i voti. Attirò l’attenzione per la sua vasta conoscenza linguistica e letteraria (ebraico, arabo, aramaico, letteratura cabalistica). Si conquista la stima della corte papale di Sisto IV ed entra in rapporto con il duca di Urbino Federico da Montefeltro. Ha contatti con Marsilio Ficino e Pier Leone da Spoleto. Fu suo allievo a Tubinga verso il 1478 il teologo svedese Corrado Summenhart (1465-1511).

Nel 1481 tiene la predica della passione in Vaticano, Sermo de passione Domini (una rivisitazione di alcuni brani del Pugio Fidei di Raimondo Martini), testo conservatosi in due esemplari. Progetta la versione in più lingue del Corano sull'esempio della Bibbia poliglotta (ce ne restano alcune parti in latino).

Nel 1482 insegna teologia alla Sapienza.

Chiamato nel 1486 da Giovanni Pico della Mirandola a Perugia. Pico della Mirandola ebbe modo di imparare la lingua ebraica (e persino quella caldaica) proprio grazie alle lezioni di Mitridate. L'imponente lavoro di traduzione compiuto dal Mitridate per Giovanni Pico influenzò notevolmente non solo il pensiero pichiano, ma l'intera cultura fiorentina del tempo, e trova riscontro anche in alcuni aspetti dell'opera di Marsilio Ficino. Tra le numerose traduzioni eseguite per il Pico e conservate in alcuni manoscritti Vaticani latini ed ebraici, figurano quelle dei Commentario in Cantica canticorum Salomonis di Levi ben Gershon (o Lewi ben Geršom) e del Tractatus de resurrectione mortuorum di Maimonide.

Nel 1489 è professore a Viterbo, in contatto con Alessandro Farnese, anno del suo arresto. Infatti, per un oscuro delitto commesso a Roma, è privato dei numerosi benefici concessigli da Giovanni re di Sicilia e da Sisto IV, e costretto a lasciare Roma.
Si reca dapprima a Colonia (dove nel 1484 aveva pubblicato Dieta septem sapientium) e, quindi, a Lovanio, dove ebbe fra gli allievi Giovanni Agricola, futuro teologo luterano d'Islebia, e il filosofo Johannes Reuchlin.

Non si hanno più notizie di lui dopo il 1489, periodo segnato fra l'altro dall'espulsione degli ebrei dai regni della Corona iberica disposta da Ferdinando il Cattolico il 31 marzo del 1492.
Nel 2014, ispirati alla sua vita, sono stati pubblicati quasi contemporaneamente due romanzi storici: Inseguendo un'ombra di Andrea Camilleri e I tre volti del cabbalista di Licia Cardillo Di Prima (con note storiche di Angela Scandaliato).

## Opere
- Sermo de passione Domini, a cura di Chaim Wirszubski, Gerusalemme, Israel Academy of Science and Humanities, 1963.

## Traduzioni
- Levi Gersomide commentariorum in Cantica canticorum Salominis per Flavium Mythridatem ad Picum traductio . Cfr. Gersonide. Commento al «Cantico dei Cantici» nella traduzione ebraico-latina di Flavio Mitridate, Edizione e commento del ms. Vat. Lat. 4273 (cc. 5r-54r), a cura di Michela Andreatta, Studi pichiani, vol. 14, 2009, ISBN 978-88-222-5905-9
- Tractatus de resurrectione mortuorum editus a sapientissimo viro Rabi Moyse Maimonide / et traductus per Mythridatem ad Picum (cc. 59a-77a) [Ms. Vat. Lat. 4273]